# راي ديفيز
راي ديفيز (بالإنجليزية: Ray Davies)‏ (3 أكتوبر 1931 المملكة المتحدة - ) هو لاعب كرة قدم بريطاني.